# Louis Waltniel
Louis Gustaaf Waltniel (Ninove, 28 augustus 1925 - Meerbeke, 29 december 2001) was een Belgisch politicus voor de PVV.

## Biografie
In 1948 studeerde Waltniel in Gent af als licentiaat Economie en het jaar daarop ging hij aan de slag bij de Belgische Dienst voor de Buitenlandse Handel. Vervolgens vestigde hij zich als zelfstandig bedrijfsconsulent in Ninove, waar hij ook een zetelfabriek opstartte.
Vanaf 1952 engageerde hij zich in de politiek als gemeenteraadslid van Ninove en werd er van 1956 tot 1958 en van 1974 tot 1981 schepen.
In 1965 werd hij verkozen tot lid van de Kamer van volksvertegenwoordigers voor het arrondissement Aalst, wat hij bleef tot in 1968 Toen hij in 1968 niet was herkozen, leidde dit tot een rel binnen de nog unitaire PVV: de Vlaamse liberalen wilden hem opvissen als gecoöpteerd senator, wat uiteindelijk niet doorging. Van 1971 tot 1974 was hij opnieuw Kamerlid. Daarna zetelde hij van 1974 tot 1991 in de Senaat: van 1974 tot 1981 als gecoöpteerd senator, van 1981 tot 1985 als provinciaal senator voor Oost-Vlaanderen en van 1985 tot 1991 als rechtstreeks gekozen senator voor het arrondissement Aalst-Oudenaarde.
In de periode december 1971-oktober 1980 zetelde hij als gevolg van het toen bestaande dubbelmandaat ook in de Cultuurraad voor de Nederlandse Cultuurgemeenschap, die op 7 december 1971 werd geïnstalleerd. Van oktober 1976 tot september 1977 zat hij er de PVV-fractie voor. Vanaf 21 oktober 1980 tot november 1981 en van december 1985 tot november 1991 was hij lid van de Vlaamse Raad, de opvolger van de Cultuurraad en de voorloper van het huidige Vlaams Parlement.
Tussen 1981 en 1992 kreeg hij regeringsverantwoordelijkheid. Van december 1981 tot januari 1985 was hij staatssecretaris voor Openbaar Ambt en van januari tot november 1985 was hij staatssecretaris voor Openbaar Ambt en Financiën in de Regering-Martens V. Daarna was hij van november 1985 tot oktober 1988 vicevoorzitter van de Vlaamse Executieve en gemeenschapsminister van Financiën en Begroting en van oktober 1988 tot januari 1992 was hij gemeenschapsminister van Ruimtelijke Ordening en Huisvesting. Louis Waltniel was ook voorzitter van het Liberaal Vlaams Verbond van 1974 tot 1982.
Begin 1995 werd hij uit de VLD gezet omdat hij voor de gemeenteraadsverkiezingen van 1994 met een eigen partij, genaamd Banier, was opgekomen. Na deze verkiezingen werd hij alsnog burgemeester van Ninove, wat hij bleef tot in 2000.